# دكوا
الدكوا (الاسم العلمي: Dikwa) هي جنس من المفصليات يتبع فصيلة الدكوية من الرتبة المزدوجات الأرجل.

## أنواع
- الدكوا اللاقحفية (الاسم العلمي: Dikwa acrania)
- الدكوا الأندرسية (الاسم العلمي: Dikwa andresi)